# HBE Tierklasse
Bei den Lokomotiven der Tierklasse der Halberstadt-Blankenburger Eisenbahn (HBE) handelt es sich um vier Tenderlokomotiven, die die Namen MAMMUT, WISENT, BÜFFEL und ELCH erhielten. Nach der Übernahme der HBE durch die Deutsche Reichsbahn 1949 erhielten die Lokomotiven die Betriebsnummern 95 6676 bis 95 6679.
Durch den Einsatz der Maschinen der Tierklasse konnte die HBE ihre zuvor als Zahnradbahn betriebenen Steilstrecken auf ausschließlichen Betrieb als Adhäsionsbahn umstellen.

## Vorgeschichte
Aufgrund des gestiegenen Transportaufkommens durch den Ersten Weltkrieg war die HBE veranlasst, ihre veralteten Zahnradlokomotiven abzulösen. Als Ersatz wurden von Borsig und seinem Chefkonstrukteur August Meister eine 1’D1’-Zahnrad- oder eine 1’E1’-Adhäsionslokomotive angeboten. Man entschied sich für die Adhäsionslokomotive und bestellte zwei Maschinen. Sie sollten in der Lage sein, die erhöhten Zugmassen mit einer entsprechenden Geschwindigkeit zu befördern. Allerdings wurden bei dieser Bremszahnräder eingebaut, da die Befürchtung bestand, auf den zu bewältigenden Rampen von 60 ‰ Neigung könnten die Reibungswerte bei der Talfahrten überschritten werden und der Zug ins Rutschen kommen. Da das Projekt 1917 aufgrund der Möglichkeit der Ablösung der Zahnradlokomotiven auch der Staatsbahnen als besonders wichtig erachtet wurde, wurden die Pläne zügig durch das Reichseisenbahnamt befürwortet und vom Fahrzeugausschuss im Technischen Stab des Kriegsministeriums genehmigt.

## Einsatz
Am 4. Februar 1920 erfolgte die erste Werksprobefahrt und bereits ab Anfang März der reguläre Einsatz. Während der Erprobung erwies sich das Zahnradbremsgestell jedoch als entbehrlich, es wurde bei beiden Lokomotiven in der Folge aus- und bei den erst 1921 gelieferten Maschinen »Elch« und »Büffel« nicht mehr eingebaut. Seine Nutzung hätte zusätzlich den Betrieb behindert, die im Reibungsbetrieb mögliche Geschwindigkeit von 30 km/h bei der Talfahrt in den Steilstreckenabschnitten wäre für die Zahnräder zu hoch gewesen. In der Folgezeit wurden durch das Lokomotiv-Versuchsamt Grunewald, das seinerzeit von Richard Paul Wagner geleitet wurde, umfangreiche Testfahrten durchgeführt. Die Maschinen der Tierklasse konnten auf den 60-‰-Steigungen der HBE Zuglasten von 260 t noch mit 12 km/h befördern. Die Ergebnisse der Testfahrten mündeten in die Beschaffung der bei der Deutschen Reichsbahn als Baureihe 95 eingeordneten Preußischen T 20, mit der auf vielen Strecken der Reichsbahn gleichfalls der Zahnradbetrieb beendet werden konnte.
1949 gelangten die Lokomotiven aufgrund der Verstaatlichung der HBE in den Betriebsbestand der Deutschen Reichsbahn. Als erste schied die 95 6679 (ex ELCH) aus dem Dienst aus, als 1951 der Kessel im Raw Meiningen zerknallte. Die 95 6676 (ex MAMMUT) gehört heute zum nicht betriebsfähigen Bestand des Verkehrsmuseums Dresden.

## Konstruktive Merkmale
Die Maschinen erhielten einen Barrenrahmen. Die Laufradsätze wurden als Bisselachsen mit 125 mm seitlichem Spiel ausgeführt. Die zweite und fünfte Kuppelachse wurden um 30 mm seitenverschiebbar und die dritte Kuppelachse spurkranzlos ausgeführt. Als Steuerung kam eine von Borsig modifizierte Heusinger-Steuerung zum Einbau. Um trotz der geringen Loklänge einen ausreichend großen Kessel zu erreichen, wurde bei einer Rohrlänge von 3700 mm der Kessel mit dem beachtlichen Durchmesser von 2000 mm konstruiert. Damit sämtliche Kuppelradsätze in beiden Fahrtrichtung gesandet werden konnten, installierte Borsig erstmals einen Druckluftsandstreuer.
Die Bremszahnräder des nur bei den Lokomotiven »Mammut« und »Wisent« eingebauten Zahnradbremsgestelles lagen vor und hinter der Treibachse. Sie waren für die Bergfahrt anhebbar, um die Zahnstangenein- und -ausfahrten nicht mit geringer Geschwindigkeit passieren zu müssen. Das Zahnradbremsgestell lag mit eigenen Traglagern ungefedert auf den Achswellen auf, vergleichbar mit den seinerzeit üblichen Zahnradtriebgestellen.